# Takeo Sugiyama
Takeo Sugiyama (杉山武雄?, Sugiyama Takeo; 8 maggio 1933) è un ex cestista giapponese.

## Carriera
Con il Giappone ha partecipato alle Olimpiadi del 1956 e a quelle del 1960, disputando complessivamente 14 partite.